# Dalby kungsgård
Dalby kungsgård är en herrgård i Dalby socken i Lunds kommun i Skåne, i tätorten Dalbys västra del. Fastighetsbeteckningen är Dalby 60:1. Gården ägs av staten och förvaltas av Statens fastighetsverk, fastighetsområdet Jord. Dalby Norreskogs naturreservat, som ingår i fastigheten, förvaltas dock av Länsstyrelsen på uppdrag av Naturvårdsverket. Egendomen omfattar 186 hektar, varav ca 178 är åker och 3 är hagmarksbete samt 5 hektar övrig mark. Utöver detta utarrenderas 52 hektar betesmark i Dalby hage. Marken ligger samlad i ett stort ägoblock väster om gårdsbebyggelsen. 
På gårdstomten, som ligger inne i byn Dalby, strax intill Dalby kyrka, finns 11 byggnader varav 5 utgör statligt byggnadsminne: Mangårdsbyggnaden, Norra längan (häststallet), Södra längan (brygghus, magasin och verkstad), Loglängan och Gamla ungdjursstallet. Jordbruksmark och ekonomibyggnader upplåts genom jordbruksarrende. Arrendator sedan 2016 är Ulrika Jeppsson. Gårdens produktion är inriktad mot spannmålsodling, oljeväxter och betor kompletterat med viss hästverksamhet.

## Historik
På medeltiden var gården ett kloster för augustinkaniker, Dalby kloster. När klostret sekulariserades efter reformationen kom gården i den danska kronans ägo där den utgjorde centrum i Dalby klosters län.

### Hästhållning
Redan det medeltida klostret höll hästar. Ett kungligt brev från 1465 säger att klostret skulle hålla 60 hästar med svenner åt kronan. Under första hälften av 1600-talet fanns ett kungligt stuteri med c:a 20 hästar. Efter Roskildefreden 1658 blev gården svensk kungsgård och arrenderades ut. Den 30 maj 1658 befallde Karl X att ett större stuteri skulle anläggas i Dalby och Flyinge och redan 1659 hade man 126 hästar i Dalby. Det kungliga stuteriet upphörde 1682, verksamheten återupptogs 1688 i mindre skala och lades ner igen 1703, men artillerihästar fortsatte att beta på markerna. 1731 organiserades ny stuterirörelse under ledning av cheferna för de båda skånska kavalleriregementena. Ledningen övertogs av den blivande kung Gustav III efter att denne blivit kronprins 1751, vilket tycks ha lett till en uppryckning. År 1805 gjordes en ny uppryckning under hovstallmästaren David Frölich, men 1813 lades verksamheten i Dalby ner och flyttades till Flyinge. Stuteriet i Dalby ägde då 122 hästar. Även de sentida arrendatorerna har hållit hästar och den medeltida stallbyggnaden används ännu i sin ursprungliga funktion.

### Jordbruk
Åkermarken närmast väster om gårdsbebyggelsen samt hela Dalby hage skänktes sannolikt till klostret av Sven Estridsson (dansk kung 1047–1074) eller någon av hans ättlingar. Åkermarken i övrigt har tillförts gården genom skiften under 17–1800-talen (storskifte 1786, enskifte 1800). Under perioden ca 1815–1840 var ägorna utarrenderade i sex lotter till olika personer. Den del av Dalby hage som kallas Söderskog avsattes som nationalpark 1918 genom riksdagsbeslut.
Tre av de sju byggnader på gården som ingår i det statliga byggnadsminnet är medeltida: mangårdsbyggnaden, häststallet och magasinet. Av de övriga uppfördes Loglängan någon gång mellan 1748 och 1786 och Gamla ungdjursstallet mellan 1786 och 1813. Brygghuset fick sin nuvarande form på 1950-talet men har anor tillbaka till 1600-talet. Verkstaden är sannolikt från första hälften av 1800-talet men blev nästan helt ommurad 1994–1995.

## Ägare och arrendatorer

### Dalby klosters innehavare 1530–1658[1]

#### Länsinnehavare Dalby klosters län 1530–1540
- 1530–1535 Anders Bille
- 1535–1540 Prosten Henrik Jensen

Under perioden 1540–64 uppgick länet i det större Malmöhus län.

#### Innehavare av Dalby klosters ladugård 1541–1564
- 1541–1547 Peder Pors
- 1547–1564 Erik Basse

#### Länsinnehavare Dalby klosters län 1564–1601
- 1564–1579 Lene Viffert, även stavat Leene Wiffert (Jacob Sehestedts änka, sedan gift med Klavs Unger)
- 1579–1584 Johan Taube
- 1584–1601 Gabriel Sparre
- 1601 inkorporerades Dalby klosters län slutgiltigt i Malmöhus län.

### Arrendatorer efter försvenskningen 1658
- 1658– Mathias Otto Siöberg
- 1679– Caspar Hindrich Gerdes
- 1682– Rutger von Ascheberg[3]
- 1703–1708 G. Hammarberg[3]
- 1711–1719? Johan Jacob Döbelius[3]
- 1724–1731 Lagerbielke
- 1735–1751? Carl Georg Siöblad
- 1751–1783? Frölich, greve[4] (trol. Bengt Gustaf Frölich)
- 1784?–1800? Erik Ludvig Toll[4]
- 1805–1813 David Gustaf Frölich[3]
- 1814–1843 Axel Gustaf Gyllenkrok[3]
- 1844–1847 John Hain
- 1847–1851 John W. L. Seth
- 1851–1866 P. M. Bager
- 1866–1904 Joh. Leche
- 1904–1934 Herman Fred. Wendt
- 1926–1934 Ruth Wendt (dotter)
- 1934–1940 Valter Wadman
- 1940–1979 Börje Jeppsson
- 1980–2016 Dennis Jeppsson
- 2016– Ulrika Jeppsson